# 東京学生映画祭
東京学生映画祭（とうきょうがくせいえいがさい）は、学生のみによって運営される日本最大規模の学生映画祭。関西圏における京都国際学生映画祭や関西学生映画祭以上の規模を持つ。

## 概要
東京学生映画祭は、全国の学生から映像作品を募集し、予選を通過した作品を本選で上映、グランプリや各種特別賞を決定する、最大規模の学生映画のコンペティション。今年度で開催33年目を迎え、学生映画祭の中ではもっとも長い歴史を誇る。青山真治や月川翔、小泉徳宏など多くの映画関係者を輩出してきた。
東京学生映画祭の大きな特徴の1つとして挙げられるのが、企画・運営の一切を学生のみで行っているということである。様々な大学の有志から構成される企画委員会のため、学生ならではの自由な発想や感覚を大切にしている。映画に携わるすべての学生同士の繋がりの場を提供すると共に、学生映画という部分から日本映画界の振興に貢献し、映画を製作する学生と映画界の架け橋となるような活動を行っている。

## 組織
企画委員会は関東近郊の様々な大学からの有志により構成される。例（青山学院大学・法政大学・早稲田大学・慶應義塾大学・立教大学、明治大学、武蔵野美術大学など）
毎週の土曜日に下北沢にて会議を行なっている。スタッフの任期は大学1年～3年である。進行部、広報部の二つの部署に分かれて運営を行っている。

## 来歴
出身監督
青山真治、井土紀州、園子温、熊澤尚人、中村義洋、小泉徳宏、月川翔、奥山由之、三原慧悟、山戸結希、中村祐太郎、嶺豪一など
映画監督
山田洋次、黒沢清、崔洋一、園子温、押井守、三池崇史、清水崇、滝田洋二郎、篠原哲雄、原一男、相米慎二、澤井信一郎、石井隆、金子修介、小中和哉、長崎俊一、若松孝二、山川直人、林海象、矢口史靖、利重剛、長澤雅彦、市川崑、風間志織、古厩智之、中原俊、原田眞人、井土紀州、松浦雅子、降旗康男、渡邊孝好、萩生田宏治、石井裕也、瀬々敬久、中村義洋、大森立嗣、橋口亮輔、入江悠、三島有紀子、小林啓一、深田晃司、大九明子、井口奈己、横浜聡子など
俳優
永瀬正敏、古舘寛治、緋田康人、寺島進、ケラリーノ・サンドロヴィッチ、田口トモロヲなど
その他
渡辺えり子（演出家）、楳図かずお（漫画家）、手塚真（ヴィジュアリスト）、山田太一（脚本家）、売野雅勇（作詞家）、伊藤さとりなど